# ロゼアンナ

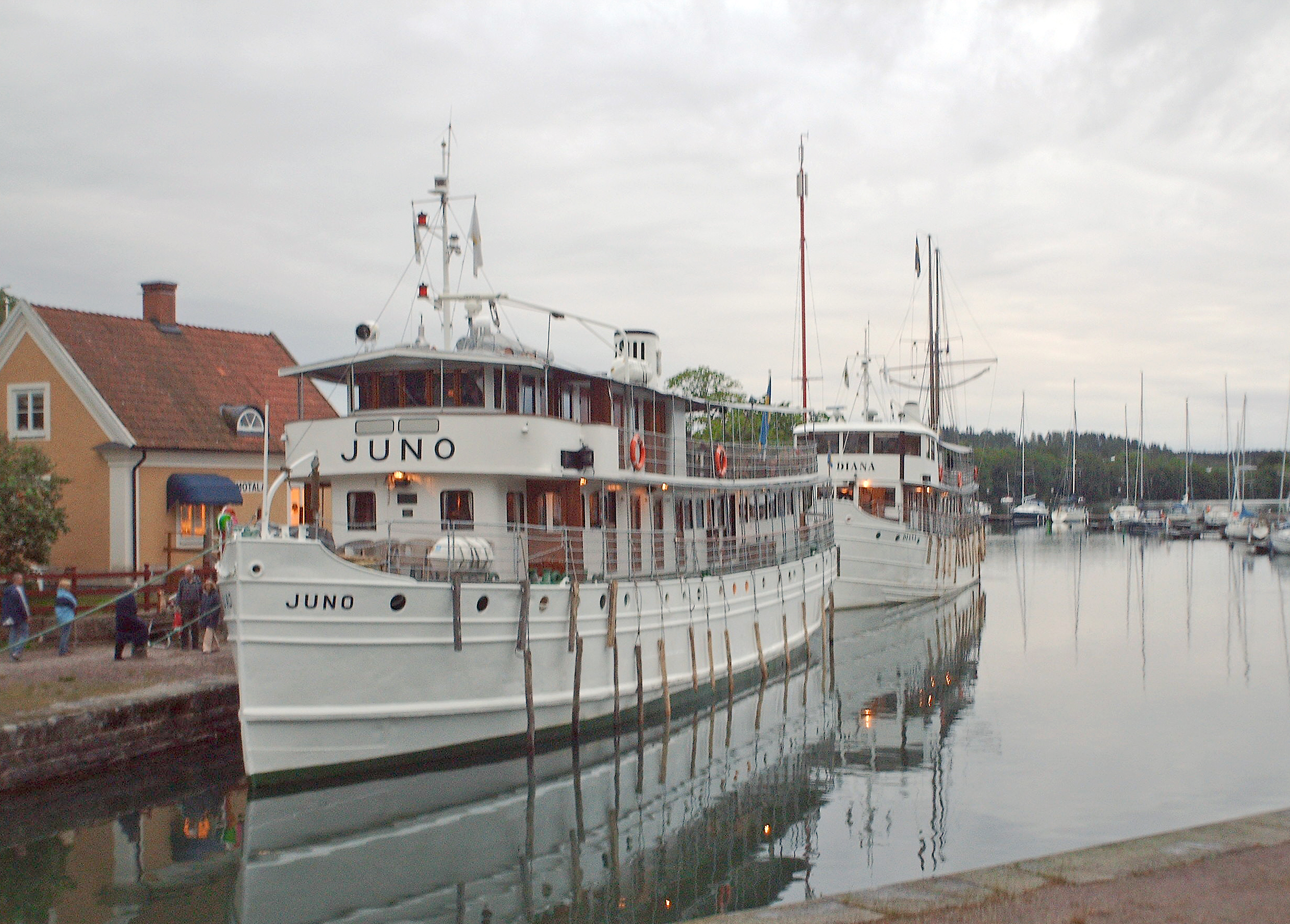
モータラ港の遊覧船ジュノー号とディアナ号（後ろ）いずれも作品にそのままの名前で登場。

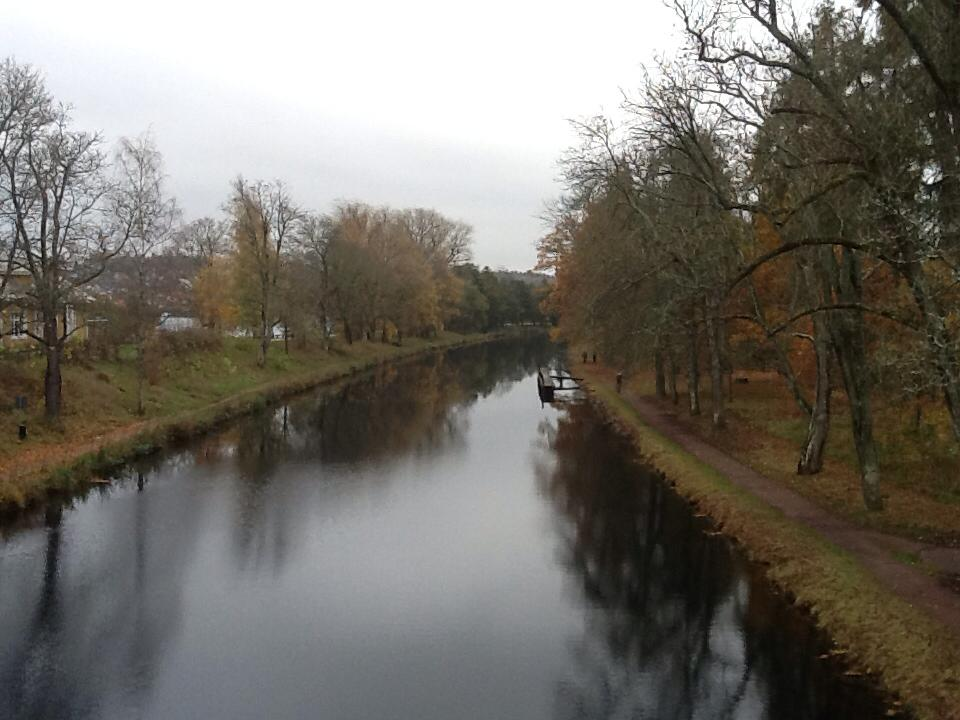
ムータラ近くのイェータ運河

『ロゼアンナ』(スウェーデン語:Roseanna)は、ペール・ヴァールーとマイ・シューヴァル共著によるスウェーデンの警察小説「マルティン・ベック シリーズ」(スウェーデン語では、Roman om ett brott(犯罪小説)シリーズ)の第1作である。
翻訳の原書は、ロイス・ロス（L. Roth）訳、スフェア・ブックス（Sphere Books）の英語版「Roseanna」。
2014年9月に、柳沢由実子による新訳・改題『ロセアンナ』がKADOKAWA〈角川文庫〉から刊行された。

## あらすじ
1964年7月8日、エステルイェータランド県モータラ（Motala）のイェータ運河のボーレンスフルト水門で作業中の浚渫船が全裸の女性の死体をボーレン湖中から引き上げた。装飾品は一切なし。身元は不明。地元のモータラ署はアールベリ警部の担当で捜査を開始した。司法解剖の結果、性的暴行を受けた後に絞殺されたことは判明したが被害者の身元は不明のまま捜査は行き詰まり本庁の応援を仰いだ。ストックホルムからマルティン・ベックとその部下達がモータラに集まり捜査を開始したが、現地ではめぼしい進展が無く捜査陣はいったん散開した。
9月29日、アメリカ合衆国の大使館経由でネブラスカ州リンカーン警察のカフカ警部補から失踪者の照会がベックの元に届いた。確認すると被害者はリンカーンの図書館に勤務する司書のロゼアンナ・マッグロウ（Roseanna McGraw）であることが判明した。ホテルの宿泊名簿を調べて、彼女の足取りが判明。遊覧船の「ディアナ号」でやってきたことが分かる。同じ頃、アールベリから事件発生と同時期に現場付近を通常のスケジュールとは異なる時間帯に通過した遊覧船があったという情報が入った。船客名簿を確認すると被害者の名前があり、被害者は船上から投げ落とされたと推測された。カフカは並行して、被害者の地元での異性関係を捜査し、その詳細を知らせてくる。
船客への聞き込みを進めるうちに捜査線上に1人の不審な人物、過去に性犯罪歴のあるディアナ号の火夫が浮かび上がり事情聴取も行ったが、決め手となる証拠を見つけることはできなかった。カフカが被害者の生前の写真を多数送ってきたので、彼は当時そこでベックらは通常とは異なる捜査手法を試してみることにした。ストックホルム警察のソーニャ・ハンソンという被害者によく似た女性警察官を囮にして、犯人をおびき出すことにする。

## 登場人物
マルティン・ベック
ストックホルム警察・殺人課・警部
グンナール・アールベリ
モータラ署・警部
レンナルト・コルベリ
ストックホルム警察・殺人課・警部
フレドリック・メランデル
ストックホルム警察・殺人課・警部
ソーニャ・ハンソン
ストックホルム警察・婦人警官
カール・オーケ・エリクソン
遊覧船の機関士
カリン・ラーソン
遊覧船のウェイトレス
エルマー・カフカ
アメリカ合衆国ネブラスカ州・警部補

## 映画
『ロゼアンナ』はスウェーデンのダニエル・アブラムソン監督（1967年）とハンス・アルフレッドソン監督（1993年）によって映画化されている。ドイツでは、 SWF(Südwestfunk)と西部ドイツ放送は1978 年にピーター・マイケル・ラディゲス監督によるラジオ劇の翻案を制作した。